# ジェイムズ・スタインバーグ

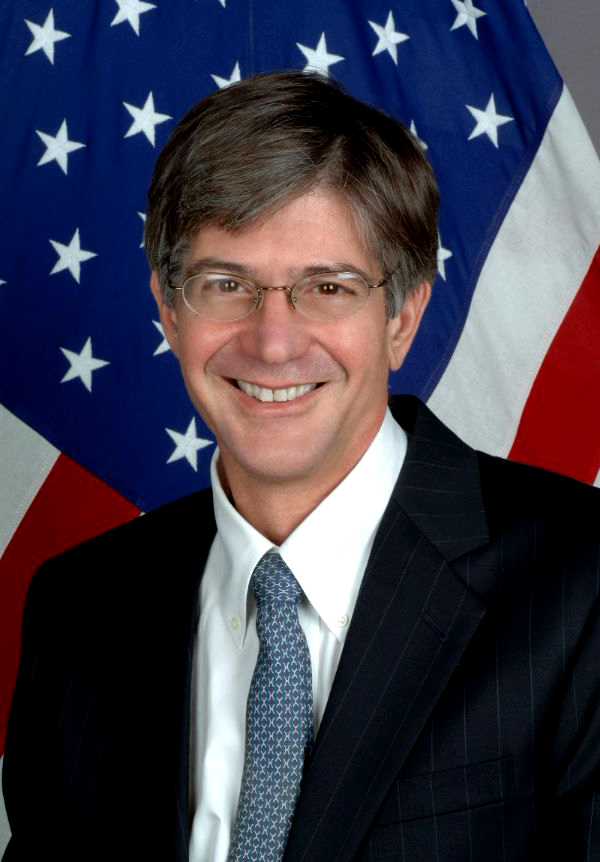
ジェイムズ・スタインバーグ

ジェイムズ・スタインバーグ（James Steinberg, 1953年7月 - ）は、アメリカ合衆国の政治学者。クリントン政権で国家安全保障担当の大統領副補佐官を務め、オバマ政権で政策担当の国務副長官を務めた。

## 経歴
スタインバーグは1953年にマサチューセッツ州ボストンにてアシュケナジム・ユダヤ系の家庭で誕生した。フィリップス・アカデミーを経て1973年にハーバード大学を卒業した。スタインバーグは1978年にイェール大学ロー・スクールで法学博士号を取得した。
1977年に保健教育福祉省で計画評価担当次官補の特別補佐官。1978年から1979年にかけてワシントンD.C.巡回区連邦控訴裁判所でデイヴィッド・ベイズロン判事の判事補。1979年から1980年にかけて司法省で民事担当次官補の特別補佐官。1981年から1983年にかけて連邦議会の上院労働人的資源委員会で補佐官をそれぞれ務めた。
1983年から1985年にかけてアメリカ合衆国議会で上院軍事委員会補佐官を務め、エドワード・ケネディ上院議員を補佐した。
1985年から1987年にかけてロンドンの国際戦略研究所で上級フェローを務めた。1989年から1993年にかけてランド研究所で上級アナリストを務めた。
1993年から1994年にかけて国務省情報調査局で分析担当副次官補を務めた。1994年から1996年にかけて国務省首席補佐官および国務省政策企画局長を務めた。
1997年から2001年にかけて国家安全保障問題担当大統領副補佐官を務めた。スタインバーグはまた国家安全保障改革プロジェクトで超党派運営委員を務めた。
2001年にマーク財団で上級アドバイザーを務めた。2001年から2005年にかけてブルッキングス研究所で上級研究員を務め、また副所長および外交政策研究部長も務めた。
2006年から2009年にかけてテキサス大学オースティン校リンドン・B・ジョンソン公共政策大学院で研究科長を務めた。
民主党の次期大統領候補バラク・オバマは2008年6月のアメリカ・イスラエル公共問題委員会において、中東問題に関する演説を行った。ウォールストリート・ジャーナル紙はこの演説の主たる起草者として、デニス・ロス、ダニエル・カーツァー、そしてスタインバーグの名を挙げた。加えてウォールストリート・ジャーナルは彼ら3人について、国際問題への対応を最も期待できる民主党員として言及した 。

## 国務副長官時代

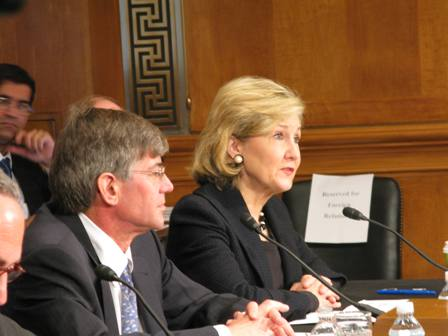
指名承認公聴会に臨むスタインバーグ

2008年の大統領選挙において民主党のオバマが勝利すると、スタインバーグは次期国家安全保障担当補佐官の筆頭候補として言及された。実際には2008年11月24日に国務副長官に内定したとの報道がなされた。スタインバーグは12月23日にジョンソン公共政策大学院において、報道の事実を肯定した。スタインバーグは学生および教職員に向けて、国務副長官の指名があった事実およびそれを受理する旨を書面で公表した。

## 国務副長官退任後
2011年7月、国務副長官を退任し、シラキュース大学マックスウェル行政大学院長に就任。

## 著作物
- Steinberg, James B. (英語). An Ever Closer Union European Integration and Its Implications for the Future of the United States - European Relations. RAND Corporation. ISBN 978-0833013170